# Saint-Antoine, Gironde
Saint-Antoine är en kommun i departementet Gironde i regionen Nouvelle-Aquitaine i sydvästra Frankrike. Kommunen ligger i kantonen Saint-André-de-Cubzac som tillhör arrondissementet Blaye. År 2018 hade Saint-Antoine 418 invånare.

## Befolkningsutveckling
Antalet invånare i kommunen Saint-Antoine
Referens:INSEE